# 小行星31015
小行星31015（31015 Boccardi）是一颗绕太阳运转的小行星，为主小行星带小行星。该小行星于1996年2月19日发现。

## 轨道参数
小行星31015的轨道半长轴为337 855 383 km，2.2583916 UA，离心率为0.076。